# Leskia darwini
Leskia darwini är en tvåvingeart som beskrevs av Fritz Isidore van Emden 1960. Leskia darwini ingår i släktet Leskia och familjen parasitflugor. Inga underarter finns listade i Catalogue of Life.